# ORP Rolnik

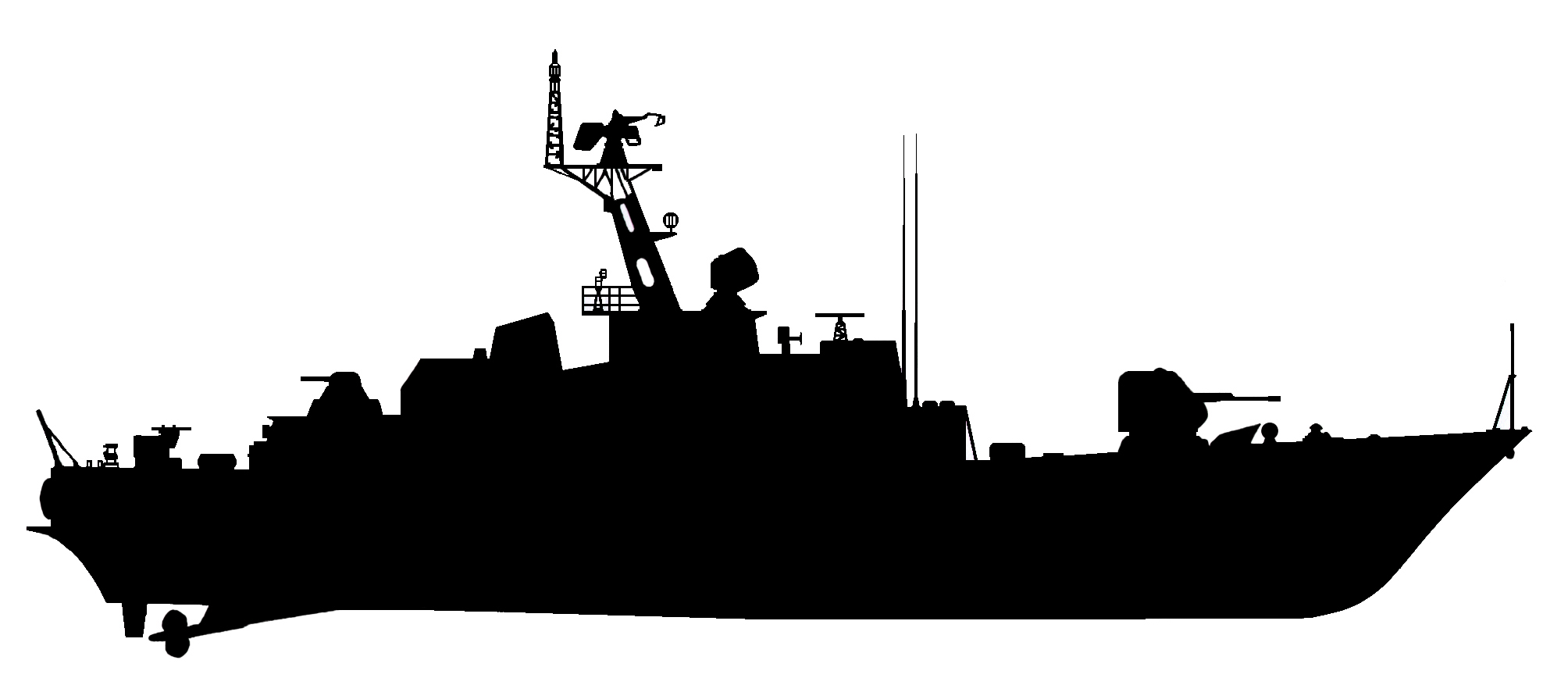
Sylwetka okrętu ORP „Rolnik”

ORP Rolnik – mała korweta rakietowa projektu 1241RE Mołnija, w kodzie NATO: Tarantul-I. Okręt został wybudowany w Stoczni Rzecznej w Rybińsku dla marynarki wojennej ZSRR. Został nabyty dla Polskiej Marynarce Wojennej wraz z trzema bliźniaczymi jednostkami i wszedł do służby 4 lutego 1989 roku. Nosił stały numer burtowy 437.
Początkowo wchodził w skład nowo utworzonej samodzielnej grupy okrętów rakietowych. Z czasem został włączony do 3. Flotylli Okrętów i przydzielony do 2. dywizjonu Kutrów Rakietowo-Torpedowych. Po wycofaniu ze służby większości kutrów rakietowych projektu 205, w 2004 roku okręt wszedł do Dywizjonu Okrętów Rakietowych. Ostatnim przydziałem jednostki był Dywizjon Okrętów Bojowych.
Okręt ze względu na swoje niewielkie wymiary i wyporność zaliczany był do klasy małych korwet, natomiast w Polsce klasyfikowany był jako mały okręt rakietowy. Jednostka napędzana była dwoma turbinami gazowymi. Napęd szczytowy DR 77 o maksymalnej mocy 12 000 KM dla każdej turbiny pozwalał na osiągnięcie prędkości powyżej 43 węzłów, co czyniło okręt jednym z najszybszych w tej klasie na Morzu Bałtyckim. Załogę stanowiło 45 oficerów i marynarzy. ORP "Rolnik" był jednostką silnie uzbrojoną przeciw innym okrętom. Jego podstawową broń stanowiły rekiety przeciw okrętowe typu P-21/P-22. W czasie służby z jego pokładu wystrzelono 33 pociski tego typu. Uzbrojenie przeciw statkom powietrznym było słabsze, a pogarszał je brak radaru wykrywania obiektów powietrznych.
Jednostka w czasie swojej służby wielokrotnie uczestniczyła w międzynarodowych manewrach i ćwiczeniach na Bałtyku m.in. "Baltops", "Passex". Ze służby okręt został wycofany 3 grudnia 2013 roku.

## Zamówienie i budowa
Zadowalające wyniki z eksploatacji kutrów rakietowych projektu 205 spowodowały, że Marynarka Wojenna ZSRR rozpoczęła poszukiwania ich następców. Założenia taktyczno-techniczne nowych okrętów rakietowych zostały opracowane w 1965. Zakładały one wyposażenie jednostek w nowy system rakietowy, przy wyporności sięgającej 400-500 ton. Koncepcję opracowania okrętów powierzono CKMB Ałmaz. Pracę pod kierownictwem E.I. Juchnina rozpoczęto w 1969.
Okręt został zbudowany w Rybińskiej Stoczni Rzecznej. Numer stoczniowy 01722. Nosił radzieckie oznaczenie R-833. Zakupiony za ruble transferowe.

## Przebieg służby
Jest to eksportowa wersja projektu 1241 RE, a Polska była pierwszym odbiorcą tej wersji. Wszedł do służby 4 lutego 1989 roku. Matką chrzestną jednostki została dyrektor przodującego PGR w Lubaniu Agata Piernicka. Pierwszym dowódcą ORP Rolnik został mianowany por. mar. Dariusz Baranowski. Głównym zadaniem jednostki była ochrona wybrzeża od strony morza.
ORP „Rolnik” wraz z drugim bliźniakiem ORP „Metalowiec” wchodził w skład dywizjonu Okrętów Bojowych 3. Flotylli Okrętów w Gdyni. Bliźniaczymi jednostkami w PMW były ORP „Górnik” i ORP „Hutnik”. Do lutego 2009 ORP „Rolnik” wystrzelił 32 rakiety i przebył ponad 50 tysięcy Mm, ogółem wystrzelił 33 rakiety. 3 grudnia 2013 roku w Porcie Wojennym w Gdyni odbyła się ceremonia opuszczenia bandery i wycofania okrętu ze służby.
W Kwietniu 2020 roku jednostka została zezłomowana w stoczni Vistal w Gdyni. 

## Dowódcy okrętu
Lista dowódców:
- por. mar. Dariusz Baranowski (1989-1992)
- por. mar. Jacek Gąsiorowski (1992-1996)
- kpt. mar. Krzysztof Łomnicki (1996-2000)
- por. mar. Przemysław Fuksa (2000-2005)
- kmdr ppor. Artur Kołaczyński (2005-2006)
- kmdr ppor. Krzysztof Grunert (2006-2008)
- kpt. mar. Mariusz Oller (2008-2013)

## Dane techniczne

### Wyposażenie radiolokacyjne
- stacje radiolokacyjna wykrywania celów Garpun-E (NATO: „Plank Shave”)
- stacje radiolokacyjna kierowania ogniem MR-123 (NATO: „Bass Tilt”)
- radar nawigacyjny Peczora-1

### Uzbrojenie
- system rozpoznania swój-obcy Nichrom-RR